# Carré de l'Est
El Carré de l'Est es un queso francés originario de la región de Lorena, en el este de Francia. Su nombre proviene de su forma cuadrada y su lugar de origen.
Se trata de un queso a base de leche de vaca, con pasta blanda y corteza florida, con un peso medio de 330 g. 
El periodo óptimo para degustarlo es de mayo a agosto, tras un añejamiento de 5 semanas, pero también es excelente de marzo a octubre.
- Datos: Q2726262
- Multimedia: Carré de l'Est / Q2726262